# Packet Radio
Packet Radio ist ein Verfahren zur digitalen Datenübertragung im Amateurfunk und CB-Funk. Die digitalen Informationen werden in kurzen Datenpaketen (meist maximal 255 Byte) ausgesendet und beim Empfänger wieder zusammengesetzt. Dadurch können Rechner drahtlos und mit automatischer Fehlerkorrektur miteinander kommunizieren.
Zwischen dem Datensender und -empfänger können mehrere Zwischenstationen angegeben werden, die die Pakete empfangen und unverändert wieder aussenden (Digipeater). Dadurch können große Entfernungen (mehrere 100 km) überbrückt werden, besonders dann, wenn die Digipeater einen exponierten Standort haben. Intelligente Netzknoten sind zudem in der Lage zu entscheiden, über welche Teilstrecken ein Datenpaket optimal in Richtung zum Empfänger geleitet werden muss (Routing).
Bei Mobiltelefonen wird mit GPRS ein ähnliches Verfahren genutzt.

## Entstehung und Geschichte
Der englischsprachige Begriff Packet Radio wurde Ende 1981 in Tucson (Arizona) geprägt und hat sich auch im deutschen Sprachgebrauch durchgesetzt. Eine Gruppe von Funkamateuren hatte sich zur TAPR (Tucson Amateur Packet Radio) zusammengeschlossen und plante, ein lokales Datennetz auf Amateurfunk-Frequenzen aufzubauen.
Die Geschichte von Packet Radio reicht zurück in die 1960er Jahre, als die verschiedenen Rechner der Universität von Hawaii, die auf verschiedenen Inseln standen, per Funk miteinander verbunden wurden.
Bei der AMSAT trafen sich verschiedene Gruppen von Funkamateuren und legten ein Protokoll für Datenübertragung fest. Hauptzielrichtung war es, ein einheitliches Verfahren zur Datenübertragung von und zu den geplanten Amateurfunk-Satelliten OSCAR 10 zu entwickeln. Für die Datenübertragung innerhalb der postalischen Netze war das X.25-Protokoll bereits eingeführt, in Deutschland war es unter der Bezeichnung Datex-P gebräuchlich. So lag es nahe, auch für den Amateurfunk ein ähnliches Verfahren zu verwenden. Das erweiterte X.25-Protokoll, das allen Anforderungen für den Amateurfunkbetrieb genügt, wurde festgelegt und AX.25 (A = Amateur) genannt. AX.25 definiert die Stufe 2 des ISO-OSI-Modells.
Die TAPR entwickelte 1983 eine Rechnerkarte 'TNC1', (TNC = Terminal Node Controller), welche die Daten in dem AX.25-Protokoll senden und empfangen konnte. Mit der Weiterentwicklung, dem TNC2 auf der Basis des Z80-Prozessors begann um 1985 auch in Deutschland die schnelle Ausbreitung der Betriebsart Packet Radio.
1993 wurde in Deutschland das TNC3S auf der Basis des 16/32 bit Prozessors MC68302 entwickelt, mit dem es nun bei hohen Übertragungsraten möglich war, zwei Funkgeräte von einem Rechner steuern zu lassen. Die Rechenleistung des TNC3S war sogar für den Aufbau eines Packet-Radio-Netzknotens (Digipeater) ausreichend, so dass der Computer als zentrale Einheit des Digipeaters abgelöst werden konnte. So wurden die Digipeater sehr wartungsfreundlich, weil jetzt keine Festplatten mehr die Lebensdauer beschränkten. Als nächster Schritt wurde 1997 in Deutschland der TNC4E entwickelt, der den Anschluss von drei Funkgeräten vorsah und zur Kommunikation mit Computer und anderen TNC4Es eine Netzwerk-Schnittstelle integriert hatte.
Als kostengünstige Alternative zu TNCs mit eigenem Mikroprozessor kann man das Funkgerät über ein einfaches Modem oder eine Soundkarte an einen PC anschließen, der die digitalen Funktionen des TNCs durch ein spezielles Programm realisiert.
Seit Oktober 1994 ist auch auf einigen Kanälen des Jedermannfunk (CB-Funk) die Übertragung digitaler Daten erlaubt und wird mit Hilfe von TNC oder Modems genutzt.
Inzwischen macht sich hier die Konkurrenz des Internets bemerkbar. Neue Impulse zeichnen sich durch umgebaute W-LAN-Accesspoints ab. Sowohl modifizierte Software, aber auch veränderte Sendefrequenzen werden zurzeit im Rahmen des Projekts HAMNET ausprobiert.
Richtfunkverbindungen zwischen den Digipeatern ermöglichten den Aufbau eines internationalen Packet-Radio-Netzes. Dieses Netz ermöglichte den Funkamateuren kostenlosen Austausch von privaten und persönlichen Nachrichten, lange bevor dies über das Internet allgemein üblich wurde. Gegenwärtig besteht das Packet-Radio-Netzwerk in Deutschland aus mehreren Hundert Digipeatern mit rückläufiger Tendenz.
Da das Packet-Radio-Netz überwiegend über Richtfunkstrecken realisiert ist, arbeitet es autark vom Internet und kann somit auch für den Notfunkbetrieb verwendet werden, auch wenn Teile des Internets ausfallen oder überlastet sind.
Wie bei jeder Einführung einer neuen Betriebsart im Amateurfunkdienst, sorgte auch Packet Radio vor allem bei konservativen Funkamateuren für rege Debatten. Ähnlich wie bei der Einführung von Einseitenbandmodulation in den 1960er Jahren bei Sprechfunk, wurde auch durch bei Einführung von Packet Radio das Ende des Amateurfunks befürchtet. Die Vernetzung einiger Digipeater untereinander via Internet (VPN) löste den Höhepunkt dieser Debatten gegen Packet Radio aus. Inzwischen hat sich die Diskussion jedoch beruhigt.
Die heutigen kommerziellen Datenfunkanwendungen wie GPRS und WLAN bauen trotz fortschrittlicherer Technik (wie die Frequenzspreizung) auf den gleichen Verfahren wie die Packet-Radio-Controller der Funkamateure auf.

## Veranstaltungen
Die wichtigste Fachveranstaltung zum Thema Packet Radio in Deutschland war die Packet-Radio-Tagung, seit 2006 IPRT – Fachtagung für digitale Datenübertragung im Amateurfunk genannt, die zwischen 1984 und 2013 Anfang April in Darmstadt stattfand. Darüber hinaus war Packet Radio immer wieder Thema auf anderen Amateurfunkveranstaltungen, wie der Ham Radio oder der UKW-Tagung in Weinheim. Speziell zwischen den Betreibern automatischer Packet-Radio-Stationen, sog. Digipeatern finden immer wieder sog. Sysop-Treffen statt.

## Packet-Radio-Betrieb
Mit der Packet-Radio-Betriebsart können Funkamateure mit ihren üblichen UKW-Funkgeräten untereinander Daten austauschen. Um die Reichweite zu erhöhen, wurde ein Netz aus Digipeatern flächendeckend in zahlreichen Ländern aufgebaut. Die Datenpakete werden von Digipeater zu Digipeater weitervermittelt. Mobile Stationen können über APRS laufend ihren aktuellen Standort per Packet-Radio verbreiten.
Die interkontinentale Verbindung zu Packet-Radio-Stationen erfolgt durch Gateways, das sind Packet-Radio-Digipeater, die Nachrichten zwischen Kurzwellenverbindungen und dem lokalen UKW-Netz vermitteln. Auf diese Weise kommen Nachrichten aus der ganzen Welt in jede lokale Mailbox. Eine Reihe von Gateways sind via Internet erreichbar.
Aktuelle Informationen über seltene Amateurfunk-Stationen auf Kurzwelle werden von DX-Clustern über das Packet-Radio-Netz verbreitet.
Zur Kommunikation zwischen Amateurfunksatelliten und den Bodenstationen wird vorwiegend das Packet-Radio-Protokoll mit FSK-Modulation (G3RUH) und 9600 bzw. 38400 bit/s verwendet.
Durch die Integration von Packet Radio im globalen WinLink 2000-Netzwerk wird es ermöglicht, E-Mails zu übertragen und Informationen aus dem Internet abzurufen. Dabei muss lediglich das Zielgateway über eine Internetanbindung verfügen.

## Technik

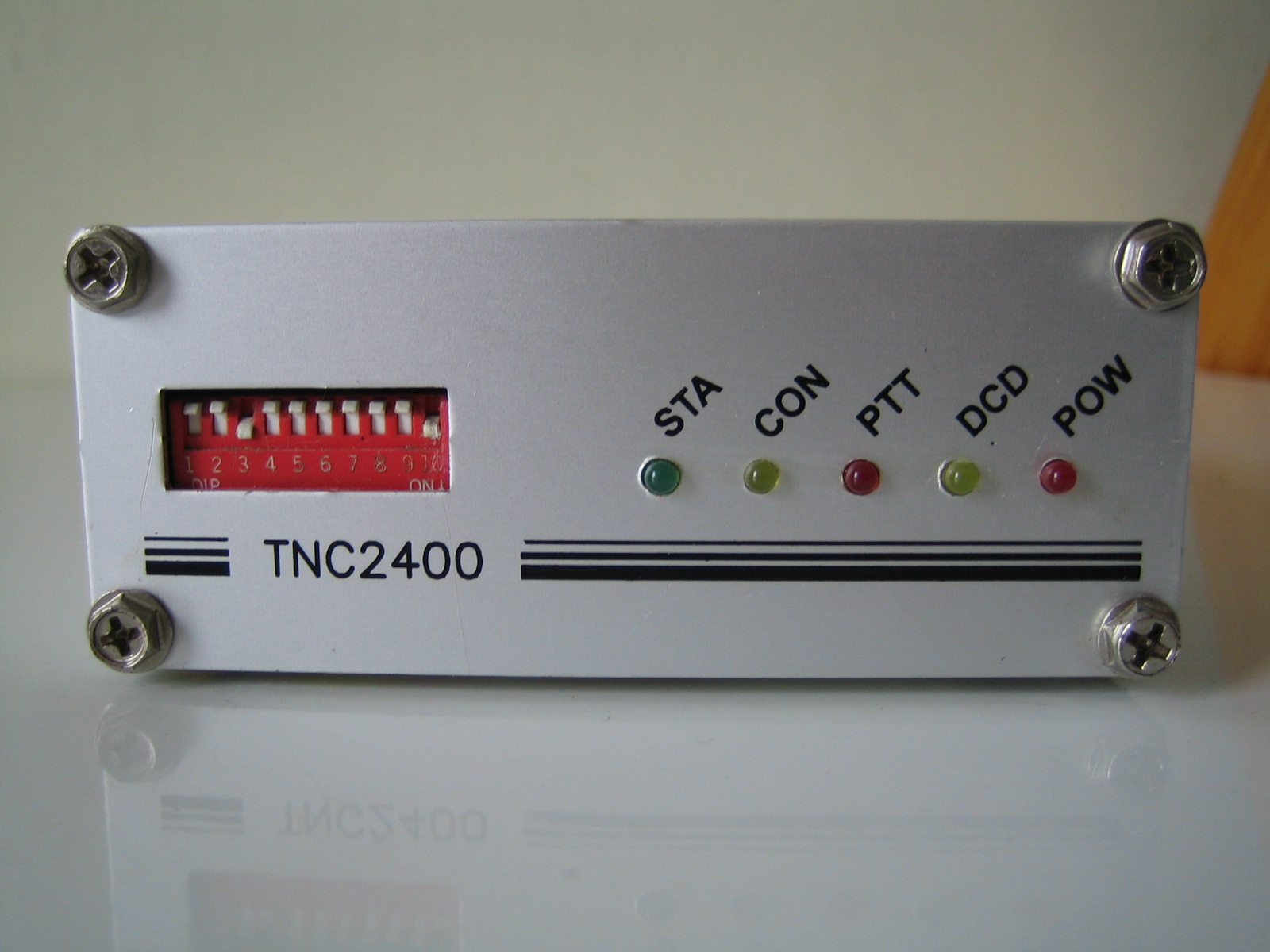
TNC2400 Packet-Radio-Modem

Für den Betrieb einer Packet Radio-Station benötigt man
- einen einfachen Computer
- ein handelsübliches Amateurfunk- oder CB-Funk-Gerät
- ein Modem bzw. einen Packet-Radio-Controller (im Speziellen oft einen Terminal Node Controller (TNC)).

### AFSK-Modus
Bis 1988 war die Übertragung mit 1200 Baud (etwa 150 Byte pro Sekunde) der Standard. Dabei wurde ein Niederfrequenz-Hilfsträger zwischen 1200 Hz und 2200 Hz in der Frequenz umgetastet (siehe AFSK) und anschließend per Frequenzmodulation mit weniger als 25 kHz Frequenzhub auf den eigentlichen Hochfrequenz-Träger aufmoduliert.
Die Bandbreite des Niederfrequenz-Trägers betrug etwa 3000 Hz.
Da der Niederfrequenz-Träger beim Empfänger wie ein normales Sprachsignal demoduliert wurde, konnte diese Betriebsart ohne Eingriffe am Empfänger mit Hilfe eines PCs mit Soundkarte sowie entsprechender Software durchgeführt werden.
Es gibt nur noch wenige Packet Radio-Digipeater, die mit 1200 Baud AFSK arbeiten, durch das Aufkommen der Betriebsart APRS wird dieses technisch einfache Übertragungsverfahren wieder belebt, vor allem im 2-Meter-Band.
APRS wird mittlerweile auch im CB-Funk benutzt und hat sich dort auf der 27,235 MHz (FM 24) mit 1200 Baud etabliert. Serveranbindungen sind unter cbaprs.de:27235 und cbaprs.at:27235 möglich.

### FSK-Modus
1989 entwickelte der britische Funkamateur James Miller (G3RUH) ein Modem, um Daten mit 9600 Baud (etwa 1200 Byte pro Sekunde) übertragen zu können. Das in diesen Modems erzeugte Basisband-Signal ist durch einen Scrambler von Gleichanteilen befreit. Ursprünglich war das Verfahren für die Kommunikation mit Amateurfunk-Satelliten gedacht, wurde mittlerweile jedoch allgemeiner Standard für Packet-Radio im Amateurfunk.
Im Gegensatz zum 1k2-Modus wird nun die Hochfrequenz direkt in der Frequenz umgetastet (siehe FSK). Für das Funksignal genügt ein Kanal im 25-kHz-Kanalraster.
Im Empfänger muss das Signal direkt am Demodulator abgegriffen werden um Phasen- oder Amplitudenverzerrungen in nachfolgenden Filtern oder Verstärkern zu vermeiden. Viele moderne Empfänger haben für diese Zwecke eigens einen Datenausgang.
Abhängig von der zur Verfügung stehenden Bandbreite kann die Übertragungsgeschwindigkeit gesteigert werden. Auf diese Weise werden im Amateurfunk inzwischen Datenraten von mehreren Megabit pro Sekunde realisiert; für Experimente und für die Verbindungen zwischen den Netzknoten sind Geschwindigkeiten von bis zu 1,2 MBit/s üblich. Experimentell wird im Gigahertz-Bereich auch mit Geschwindigkeiten bis zu etwa 10 Mbit/s unter Verwendung einer mehrstufigen FSK gearbeitet.
Bei Benutzereinstiegen im UHF-Bereich (70 cm) werden teilweise Geschwindigkeiten von 76,8 kBaud und mehr verwendet, die natürlich einen entsprechend breiten Kanal voraussetzen. Im 70-cm-Band sind zwei Kanäle mit einer Bandbreite von je 200 kHz für Breitband-Datenfunk reserviert.

### Weitere Übertragungstechniken
In einigen Regionen wurde experimentell mit umgebauten Telefonmodems gearbeitet. Die erreichbare Geschwindigkeit lag hierbei bei etwa 20–30 kbit/s im Vollduplexbetrieb. Es kamen auch bereits experimentell mehrstufige Modulationsverfahren wie Quadraturamplitudenmodulation (QAM) oder Quadraturphasenumtastung (QPSK) zum Einsatz, die sich jedoch auf Grund der hohen technischen Anforderungen und der Kosten bislang noch nicht im Packet Radio-Bereich durchsetzen konnten.